# 도시 미화 운동

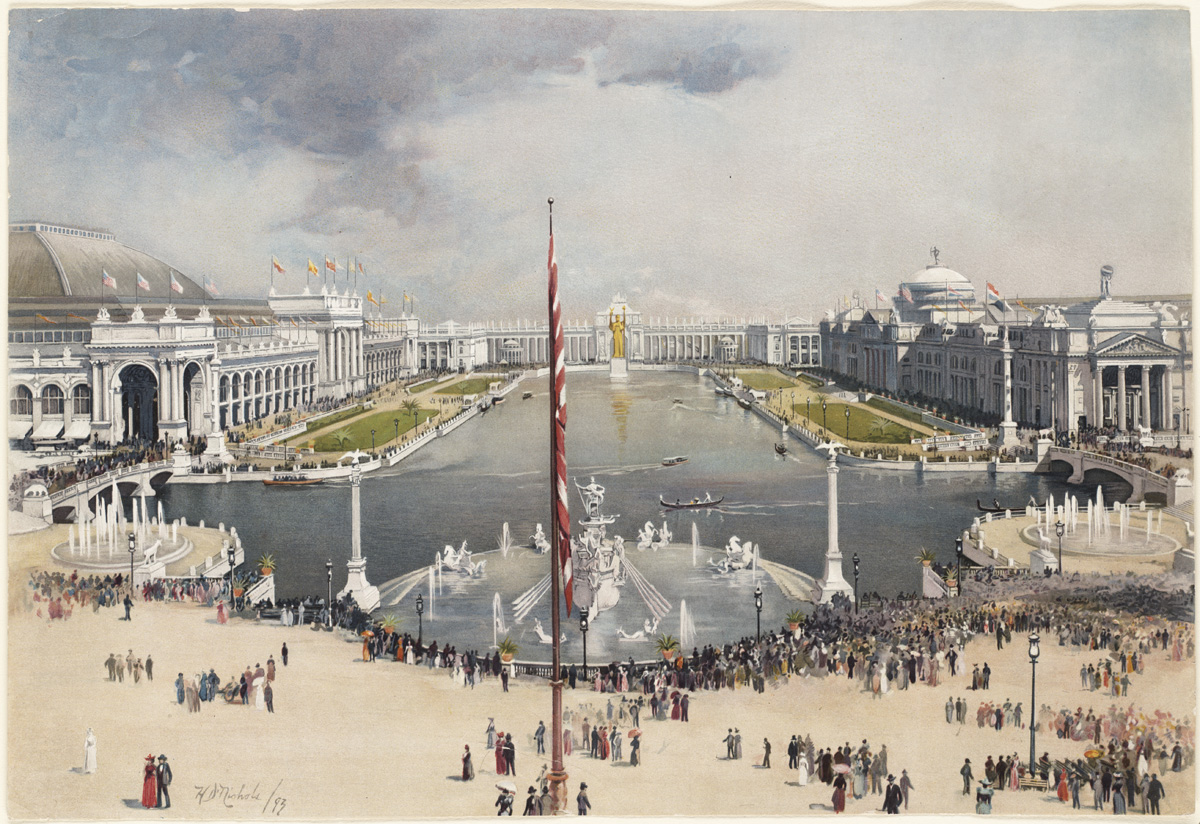
1893년 시카고에서 열린 세계 콜럼비아 박람회는 종종 도시 미화 운동을 촉발한 것으로 평가된다.

도시 미화 운동(City Beautiful movement)은 도시에 미화와 기념비적인 웅장함을 도입하려는 의도로 1890년대와 1900년대에 번성했던 북아메리카 건축과 도시 계획의 개혁 철학이었다. 이는 모든 주요 도시의 열악한 생활 환경에 관심을 갖고 중산층이 주도하는 북미 지역의 진보적인 사회 개혁 운동의 일환이었다. 원래 주로 시카고, 클리블랜드, 디트로이트, 캔자스시티, 워싱턴 D.C.에서 시작된 이 운동은 아름다움 그 자체를 위한 것뿐만 아니라 도시 인구 사이에서 도덕적, 시민적 미덕을 창출하기 위해 장려했다.
철학 옹호자들은 이러한 미화가 삶의 질을 높이는 조화로운 사회 질서를 촉진할 수 있다고 믿었고, 비평가들은 이 운동이 사회 개혁을 희생하면서 미학에 지나치게 관심을 갖고 있다고 불평했다. 제인 제이콥스는 이 운동을 "건축 디자인 컬트"라고 불렀다.

## 같이 보기
- 전원도시